# ノア・ライルズ
ノア・ライルズ（Noah Lyles、1997年7月18日 ‐ ）は、アメリカ合衆国出身の陸上競技選手。

## 概要
専門は短距離走。自己ベストは60m6秒43・100m9秒79・150m14秒41（世界歴代2位）・200m19秒31（世界歴代3位、アメリカ記録）。
2021年東京オリンピック男子200m銅メダリスト。2024年パリオリンピック男子100m金メダリスト、200m銅メダリスト。
2019年ドーハ世界陸上男子200m、4×100mリレー金メダリスト。2022年オレゴン世界陸上男子200m金メダリスト。2023年ブダペスト世界陸上男子100m、200m、4×100mリレー金メダリスト。世界陸上での3冠達成は、3度達成したウサイン・ボルト以来となる。
2023年100m世界ランキング1位。2018年〜2023年までの6年間200mで世界ランキング1位。
父親は1995年世界陸上4×100ｍリレー米国代表だったケヴィン・ライルズで、弟のジョセフス・ライルズも陸上競技（短距離）選手。
漫画やアニメなどのサブカルチャー好きな一面もあり、2024年6月に行われたパリ五輪アメリカ代表選考会では遊戯王カード「青眼の白龍」や「封印されしエクゾディア」をユニフォームの脇部分から取り出すなどのパフォーマンスを見せた。

## 経歴
2018年
2018年全米選手権開催。ライルズは100mに出場した。決勝で、ロニーベイカーに勝利して初の全米チャンピオンとなった。
同年に開かれたダイヤモンドリーグモナコにて、200mに出場して19秒65（+0.9）の自己ベスト且つ世界歴代8位（当時）の好記録を打ち立てた。この前の試合では19秒69を2回、この後の試合では19秒67の好タイムを連発し来年の世界陸上に期待がかかった。
2019年
2019年ダイヤモンドリーグ上海にて、100mに出場。前半は出遅れてクリスチャンコールマンらに大きく差を広げられ、前半60mまでは5位付近だったものの後半で猛烈な追い上げを見せ、全員抜かして一着でゴール。9秒86（+0.9）の自己ベストで優勝した。
ダイヤモンドリーグローザンヌでは、200mに出場。世界歴代4位（当時）のタイムの19秒50（-0.1）を記録した。この記録によりネクストボルトとしての期待がかかった。 
世界選手権初の出場となった2019年世界陸上競技選手権大会・男子200mでは、19秒83を記録し優勝した。
男子4×100mリレーではアンカーを務め、37秒10のアメリカ新記録で金メダルを獲得した。
2021年
2021年8月4日、2020年東京オリンピック男子200m決勝では19秒74（-0.5）を記録し、惜しくも銅メダルとなった。
この大会4×100mリレーで金メダルのリベンジを狙うも、自分は出場していなかった予選でアメリカチームが決勝に上がることができなかったため、その夢は叶わなかった。
東京オリンピック200mで銅メダルに終わってしまったライルズは同年開催されたダイヤモンドリーグユージーンにて、200mに出場し19秒52のセカンドベスト（当時）且つ今期世界最高記録を叩きつけた。
2022年
2022年2月19日、ワールドアスレティックス・インドアツアー　バーミンガムの男子60mで、この種目の世界歴代3位のタイムを持つロニー・ベイカーに自己ベスト（当時）の6秒55で競り勝った。
同年に開催された世界陸上オレゴン大会男子200m。準決勝で19秒62の好タイムで全体一位で決勝へ進んだ。
決勝ではマイケル・ジョンソンが保持していた19秒32を更新する世界歴代3位の19秒31（前半：10秒15、後半：9秒16）を記録し連覇を達成した。
世陸後に行われたダイヤモンドリーグモナコでは200mで19秒46（+0.7）の好タイム（セカンドベスト）を記録した。
2023年
2023年3月、ボストン州で行われたニューバランスグランプリ男子60mにて、自己ベスト（当時）の6秒51でトレイボンブロメルに0.004秒差で競り勝ち、優勝した。
7月、ダイヤモンドリーグロンドン開催。200m走に出場し、19秒47の今季世界最高タイムを記録した。
8月20日に開催された世界陸上ブダペスト大会100m決勝にて、接戦を制して9秒83（0.0）の自己ベストで金メダルを獲得した。
8月25日、同大会男子200メートル決勝では19秒52で金メダルを獲得した。これにて、ライルズは200mの3連覇を達成したことになる。
また、後日の4×100mリレーでも金メダルを獲得し、ウサインボルト以来の三冠を達成。
2024年
2024年3月、ボストン州で行われたニューバランスグランプリ男子60mにてフレッドカーリーなどの名だたるスプリンターらを抑え、6秒44の自己ベスト（当時）で優勝した。
3月下旬に行われた全米室内選手権男子60m決勝にて、6秒43の自己ベストでこの種目の世界記録保持者であるクリスチャンコールマンに勝利して全米室内チャンピオンとなった。この6秒43のタイムにより、前半が苦手で有名なライルズが60mの世界歴代10位にランクインした。
4月に行われた世界室内陸上グラスゴー男子60m決勝ではライルズは全米室内チャンピオンとして挑み、惜しくもクリスチャンコールマンに負けてしまったものの6秒44のセカンドベストで銀メダルを獲得した。
5月4日、世界リレーinバハマが開催された。ライルズ率いるアメリカチームは予選1組を走り、予選から37秒49の好タイムで全体1位で決勝に上がり、パリオリンピックの出場権を獲得した。
翌日の決勝では予選同様ライルズはアンカーを務めて、37秒40のアメリカ歴代3位の記録で圧勝した。2位のカナダとは0.49秒差であった。
8月3日にはパリオリンピックの100mが始まった。予選では10.04の2着で準決勝進出。
翌日の準決勝ではオブリク・セビルにつぐ、9.83の2着で決勝に進出した。そしてわずか1時間半後の決勝では、ライルズはスタートで出遅れたものの後半で追い上げて、9.79（+1.0）の自己ベストで悲願の金メダルを獲得した。
個人二冠を目指し、数日後の200mにも出場。予選、準決勝は順調に突破したと思われたが、決勝ではレツィレ・テボゴ、ケニー・ベドナレクにつぐ銅メダルで終わった。
数日後、ライルズは新型コロナウイルスに感染しながらも200mに出場していたことを明らかにした。
2025年
1月4日、自身のインスタグラム上で、同月2日に亡くなったミュンヘンオリンピックメダリストのラルフ・マンを追悼した。

## 自己ベスト
| 種目          | 記録      | 大会名                                 | 開催場所                    | 年月日        | 風速 | 備考  |
| ------------- | --------- | -------------------------------------- | --------------------------- | ------------- | ---- | ----- |
| 100メートル   | 9秒79     | オリンピック                           | パリ                        | 2024年8月4日  | +1.0 |       |
| 150メートル   | 14秒56    | Atlanta City Games                     | アメリカ合衆国 アトランタ   | 2023年5月6日  | +1.4 |       |
| 200メートル   | 19秒31    | 世界選手権                             | アメリカ合衆国 ユージーン   | 2022年7月21日 | +0.4 | WL NR |
| 400メートル   | 47秒04    | マクナマラマスタングインビテーショナル | アメリカ合衆国 メリーランド | 2016年4月23日 |      |       |
| 4×100 mリレー | 37秒10    | 世界選手権                             | カタール ドーハ             | 2019年10月5日 |      | WL NR |
| 4×200 mリレー | 1分19秒88 | ワールドリレー                         | バハマ ナッソー             | 2017年4月23日 |      |       |

## 戦績

### シーズンのベスト
IAAFのシーズントップリストの世界ランク。 